# Davy Rouyard
Davy Rouyard (Pointe-à-Pitre, 17 agosto 1999) è un calciatore francese, portiere del Baie-Mahault e della nazionale guadalupense.

## Carriera

### Club
Rouyard è entrato a far parte del settore giovanile del Bordeaux nel 2014. Nel 2017 ha giocato il suo primo incontro con la seconda squadra, contro l'Aviron Bayonnais in Championnat National 3.
Il 1º giugno 2021 ha firmato il primo contratto professionistico con il club valido fino al 2026, ed il 2 gennaio 2022 ha esordito in prima squadra scendendo in campo da titolare contro il Brest in Coppa di Francia.

### Nazionale
Nel maggio 2022 ha accettato la chiamata della nazionale guadalupense. Ha debuttato il 3 giugno contro Cuba in CONCACAF Nations League.
Nel 2023 è stato incluso nella lista dei 23 convocati per la CONCACAF Gold Cup 2023.

## Statistiche

### Presenze e reti nei club
Statistiche aggiornate al 23 giugno 2023.
| Stagione        | Squadra         | Campionato      | Campionato | Campionato | Coppe nazionali | Coppe nazionali | Coppe nazionali | Coppe continentali | Coppe continentali | Coppe continentali | Altre coppe | Altre coppe | Altre coppe | Totale | Totale |
| Stagione        | Squadra         | Comp            | Pres       | Reti       | Comp            | Pres            | Reti            | Comp               | Pres               | Reti               | Comp        | Pres        | Reti        | Pres   | Reti   |
| --------------- | --------------- | --------------- | ---------- | ---------- | --------------- | --------------- | --------------- | ------------------ | ------------------ | ------------------ | ----------- | ----------- | ----------- | ------ | ------ |
| 2017-2018       | Bordeaux 2      | NAT3            | 1          | -1         |                 | -               | -               |                    | -                  | -                  |             | -           | -           | 1      | -1     |
| 2018-2019       | Bordeaux 2      | NAT2            | 11         | -10        |                 | -               | -               |                    | -                  | -                  |             | -           | -           | 11     | -10    |
| 2019-2020       | Bordeaux 2      | NAT3            | 5          | -4         |                 | -               | -               |                    | -                  | -                  |             | -           | -           | 5      | -4     |
| 2020-2021       | Bordeaux 2      | NAT3            | 0          | 0          |                 | -               | -               |                    | -                  | -                  |             | -           | -           | 0      | 0      |
| 2021-2022       | Bordeaux 2      | NAT3            | 7          | -4         |                 | -               | -               |                    | -                  | -                  |             | -           | -           | 7      | -4     |
| 2022-2023       | Bordeaux 2      | NAT3            | 12         | -15        |                 | -               | -               |                    | -                  | -                  |             | -           | -           | 12     | -15    |
| 2021-2022       | Bordeaux        | L1              | 0          | 0          | CF              | 1               | -3              |                    | -                  | -                  |             | -           | -           | 1      | -3     |
| Totale carriera | Totale carriera | Totale carriera | 36         | -34        |                 | 1               | -3              |                    | -                  | -                  |             | -           | -           | 37     | -37    |

### Cronologia presenze e reti in nazionale
| Cronologia completa delle presenze e delle reti in nazionale ― Guadalupa | Cronologia completa delle presenze e delle reti in nazionale ― Guadalupa | Cronologia completa delle presenze e delle reti in nazionale ― Guadalupa | Cronologia completa delle presenze e delle reti in nazionale ― Guadalupa | Cronologia completa delle presenze e delle reti in nazionale ― Guadalupa | Cronologia completa delle presenze e delle reti in nazionale ― Guadalupa | Cronologia completa delle presenze e delle reti in nazionale ― Guadalupa | Cronologia completa delle presenze e delle reti in nazionale ― Guadalupa |
| Data                                                                     | Città                                                                    | In casa                                                                  | Risultato                                                                | Ospiti                                                                   | Competizione                                                             | Reti                                                                     | Note                                                                     |
| ------------------------------------------------------------------------ | ------------------------------------------------------------------------ | ------------------------------------------------------------------------ | ------------------------------------------------------------------------ | ------------------------------------------------------------------------ | ------------------------------------------------------------------------ | ------------------------------------------------------------------------ | ------------------------------------------------------------------------ |
| 3-6-2022                                                                 | Les Abymes                                                               | Guadalupa                                                                | 2 – 1                                                                    | Cuba                                                                     | CONCACAF Nations League 2022-2023 - 1º turno                             | -1                                                                       |                                                                          |
| 6-6-2022                                                                 | Basseterre                                                               | Antigua e Barbuda                                                        | 1 – 0                                                                    | Guadalupa                                                                | CONCACAF Nations League 2022-2023 - 1º turno                             | -1                                                                       |                                                                          |
| 23-3-2023                                                                | Les Abymes                                                               | Guadalupa                                                                | 0 – 1                                                                    | Antigua e Barbuda                                                        | CONCACAF Nations League 2022-2023 - 1º turno                             | -1                                                                       |                                                                          |
| 16-6-2023                                                                | Fort Lauderdale                                                          | Antigua e Barbuda                                                        | 0 – 5                                                                    | Guadalupa                                                                | Qual. Gold Cup 2023                                                      | -                                                                        |                                                                          |
| 20-6-2023                                                                | Fort Lauderdale                                                          | Guadalupa                                                                | 2 – 0                                                                    | Guyana                                                                   | Qual. Gold Cup 2023                                                      | -                                                                        | 88’                                                                      |
| 26-6-2023                                                                | Toronto                                                                  | Canada                                                                   | 2 – 2                                                                    | Guadalupa                                                                | Gold Cup 2023 - 1º turno                                                 | -2                                                                       |                                                                          |
| 1-7-2023                                                                 | Houston                                                                  | Cuba                                                                     | 1 – 4                                                                    | Guadalupa                                                                | Gold Cup 2023 - 1º Turno                                                 | -1                                                                       |                                                                          |
| 4-7-2023                                                                 | Harrison                                                                 | Guadalupa                                                                | 2 – 3                                                                    | Guatemala                                                                | Gold Cup 2023 - 1º Turno                                                 | -3                                                                       |                                                                          |
| Totale                                                                   |                                                                          | Presenze                                                                 | 8                                                                        |                                                                          | Reti                                                                     | -8                                                                       |                                                                          |